# Urozercon
Urozercon  (лат.) — род клещей (Dermanyssoidea) семейства Laelapidae из отряда Mesostigmata. Около 10 видов. Австралия, Центральная и Южная Америка. Комменсалы или паразиты термитов и пчёл, получают корм во время трофаллаксиса. Ноги III-IV слегка шире, чем ноги I; бёдра III-IV без дозальных кутикулярных шпор. 
Виды Urozercon paradoxus, Urozercon cuneiformis, Urozercon modestus, Urozercon robustisetus, Urozercon milleri и Urozercon watsoni обнаружены на термитах. Несколько видов были описаны с пчёл-мелипонин и центридиин, устраивающих свои гнёзда в термитниках: Urozercon melittophilus найден на пчеле Partamona cupira (Smith, 1863), а вид Urozercon angustatus — на Centris thoracica (Hymenoptera: Apidae).
- Urozercon angustatus Silvestri, 1911
- Urozercon cuneiformis (Trägårdth, 1906)
- Urozercon ishiharai (Kurosa, 1994)
- Urozercon melittophilus Silvestri, 1911
- Urozercon milleri (Halliday, 2006) (ранее в Uronyssus)
- Urozercon modestus Silvestri, 1917
- Urozercon paradoxus Berlese, 1901typus
- Urozercon robustisetus (Rosario and Hunter, 1988) (ранее в Myrmozercon)
- Urozercon watsoni (Halliday, 2006) (ранее в Uronyssus)